# قصر تو
قصر تو (بالفرنسية: Palais du Tau) قصر أثري، كان مقر رئيس أساقفة مدينة ريمس في فرنسا. كان القصر أيضا مقرا لإقامة ملوك فرنسا قبل التتويج في نوتردام دو ريمس، حيث كان الملك يرتدي ملابسه في القصر للتتويج قبل الشروع في الذهاب إلى الكاتدرائية؛ بعد ذلك، كانت تُعقد المأدبات في القصر. وقد عقدت أول حفلات التتويج في القصر في عام 990، وكان آخرها في عام 1825.
وقد تم إدراج القصر على قائمة التراث العالمي لليونسكو عام 1991، إلى جانب دير القديس ريمي، و كاتدرائية ريمس.

## تاريخ
يرجع أول استخدام موثق للقصر إلى عام 1131، وهو في تصميمه يشبه حرف Τ (تاو، في الأبجدية اليونانية). وقد اختفت معظم معالم المبنى في وقت مبكر، حيث أن أقدم جزء متبقي هو المصلى، والذي يعود إلى عام 1207. ولقد اُعيد بناء المبنى إلى حد كبير على الطراز القوطي بين عاميّ 1498 و 1509، وتم تعديل المظهر الحالي على طراز الباروك بين 1671 و 1710. وقد لحق بالمبنى أضرار كبيرة من جراء اطلاق النار يوم 19 أيلول/ سبتمبر عام 1914، ولم يتم إصلاح الأضرار حتى بعد الحرب العالمية الثانية.

## معرض صور

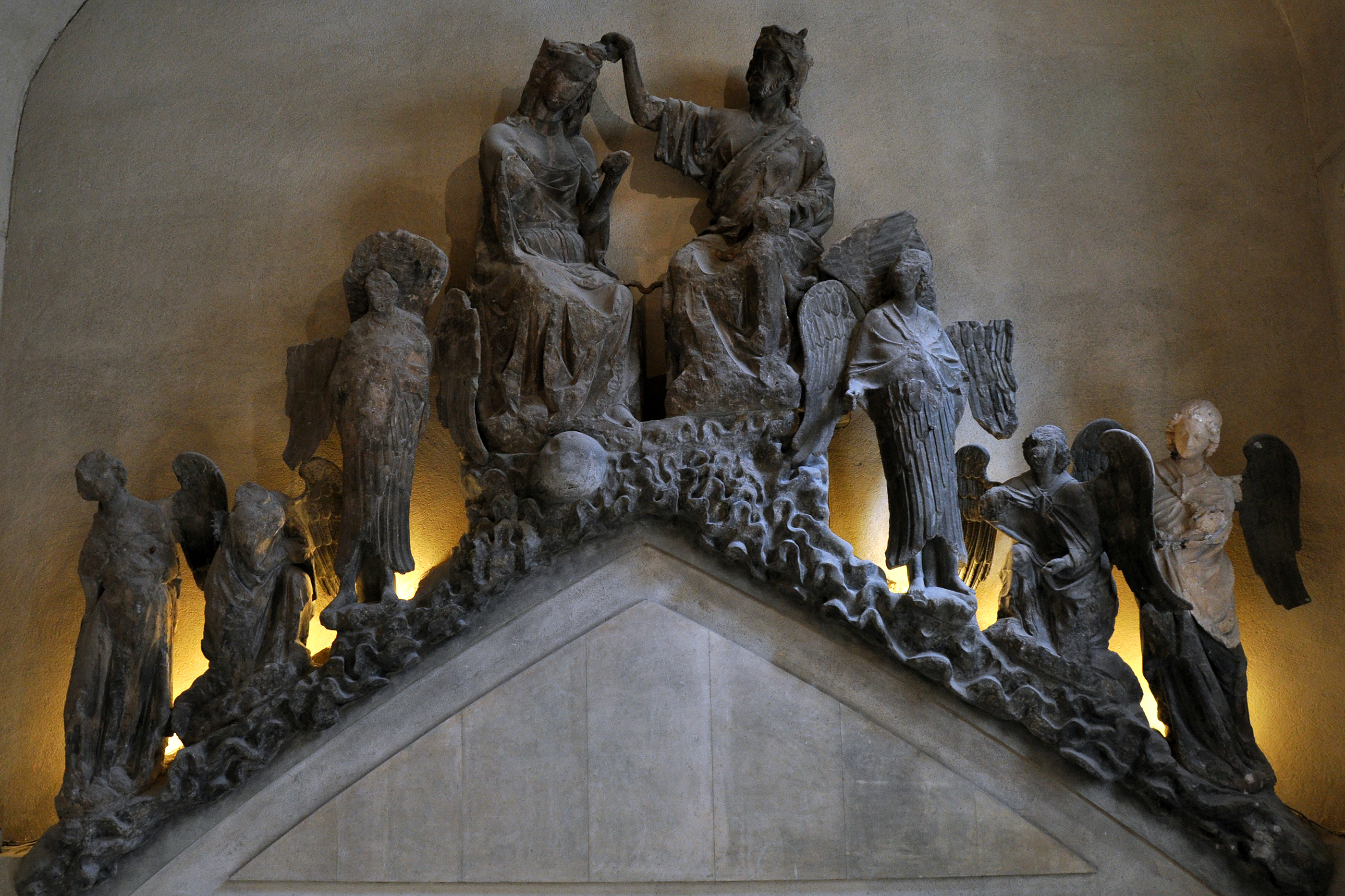
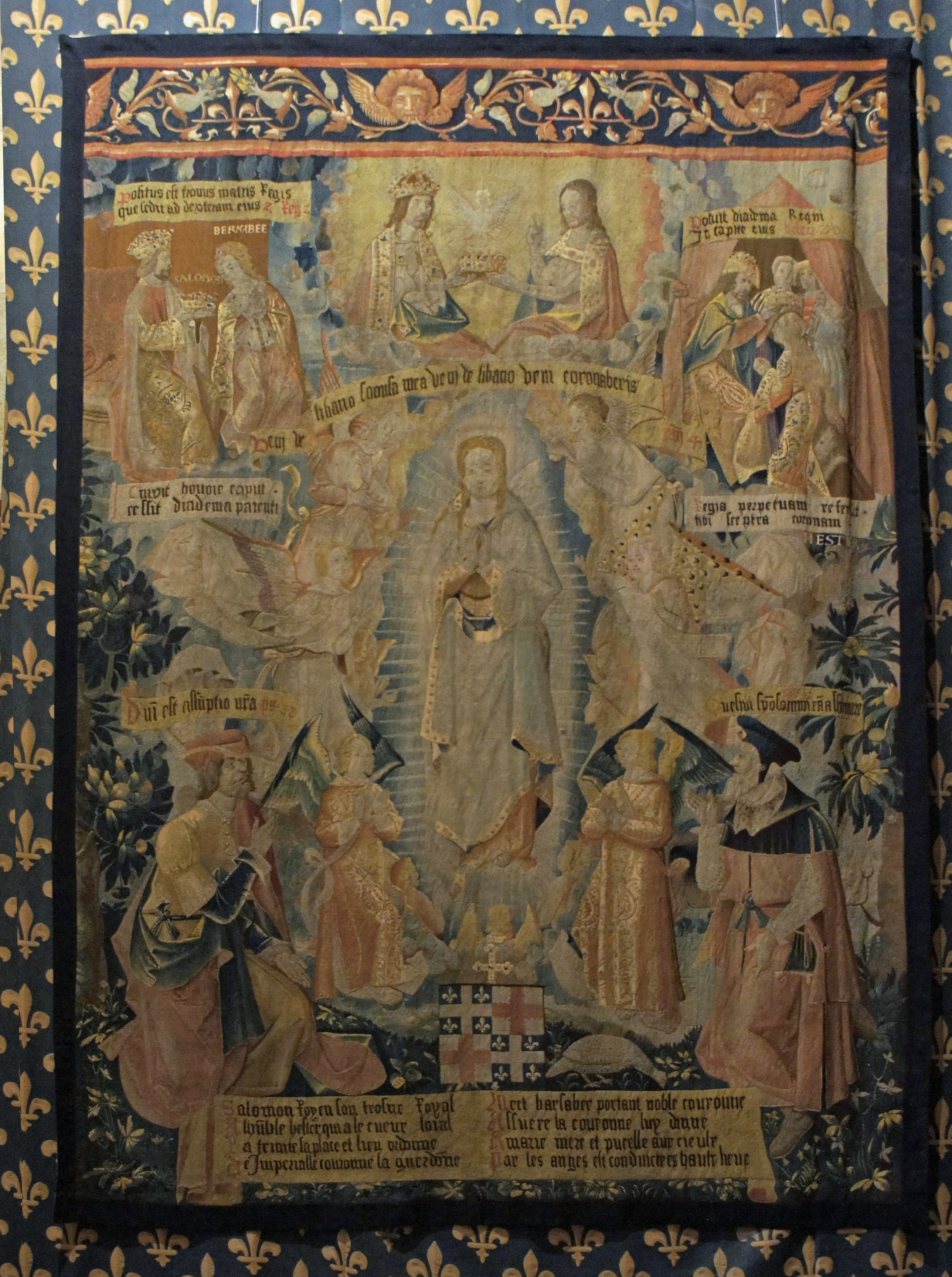
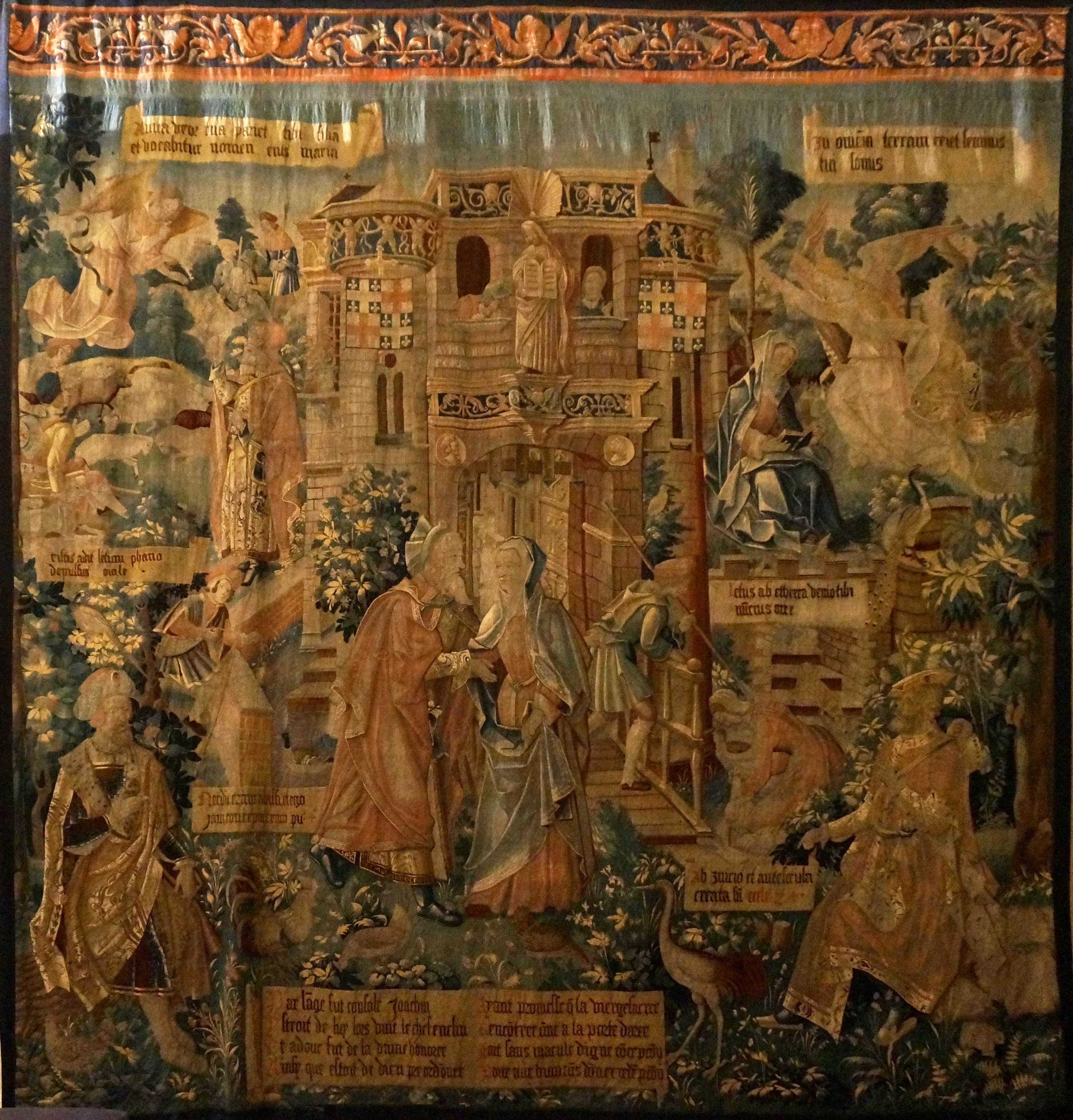
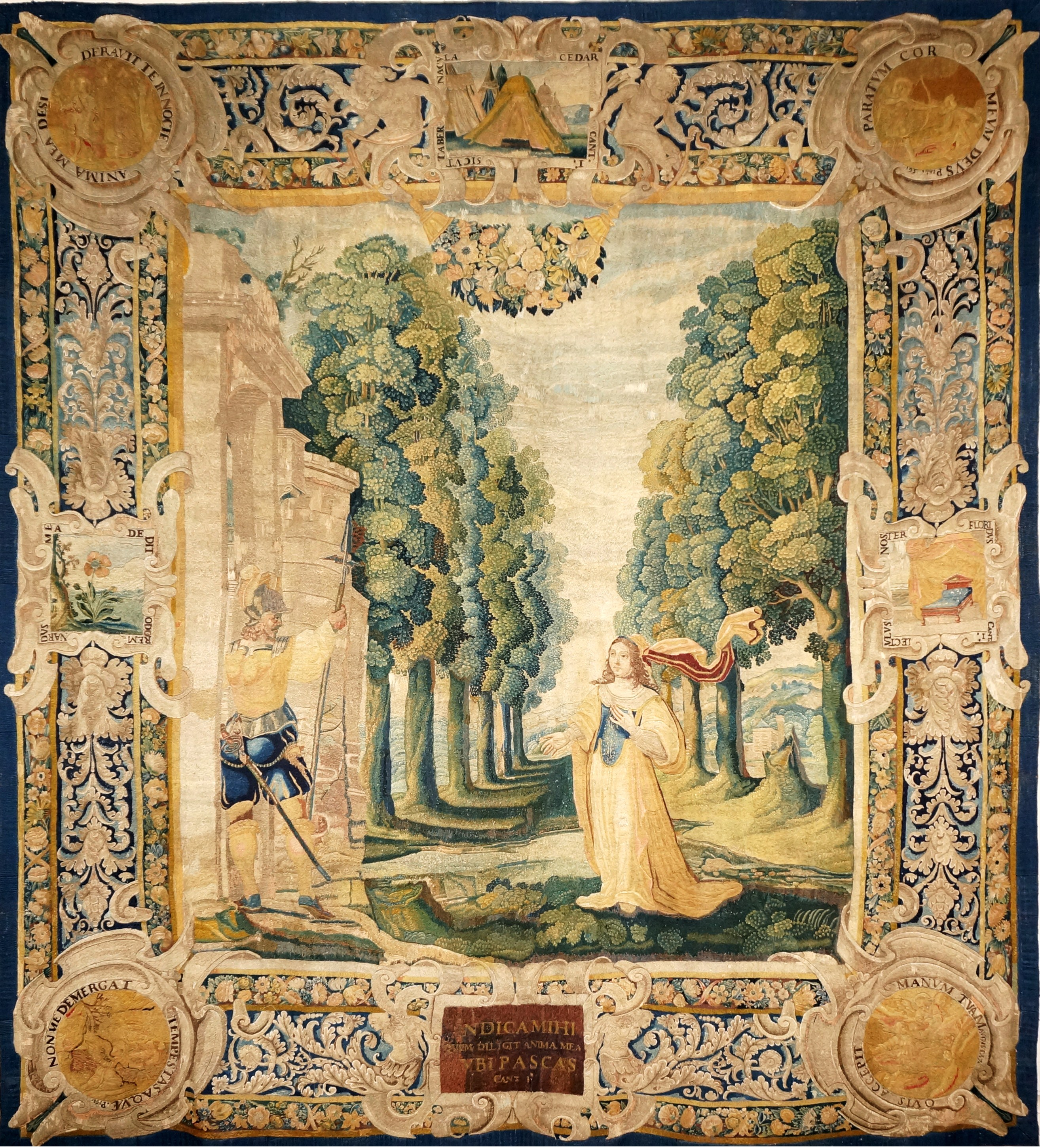
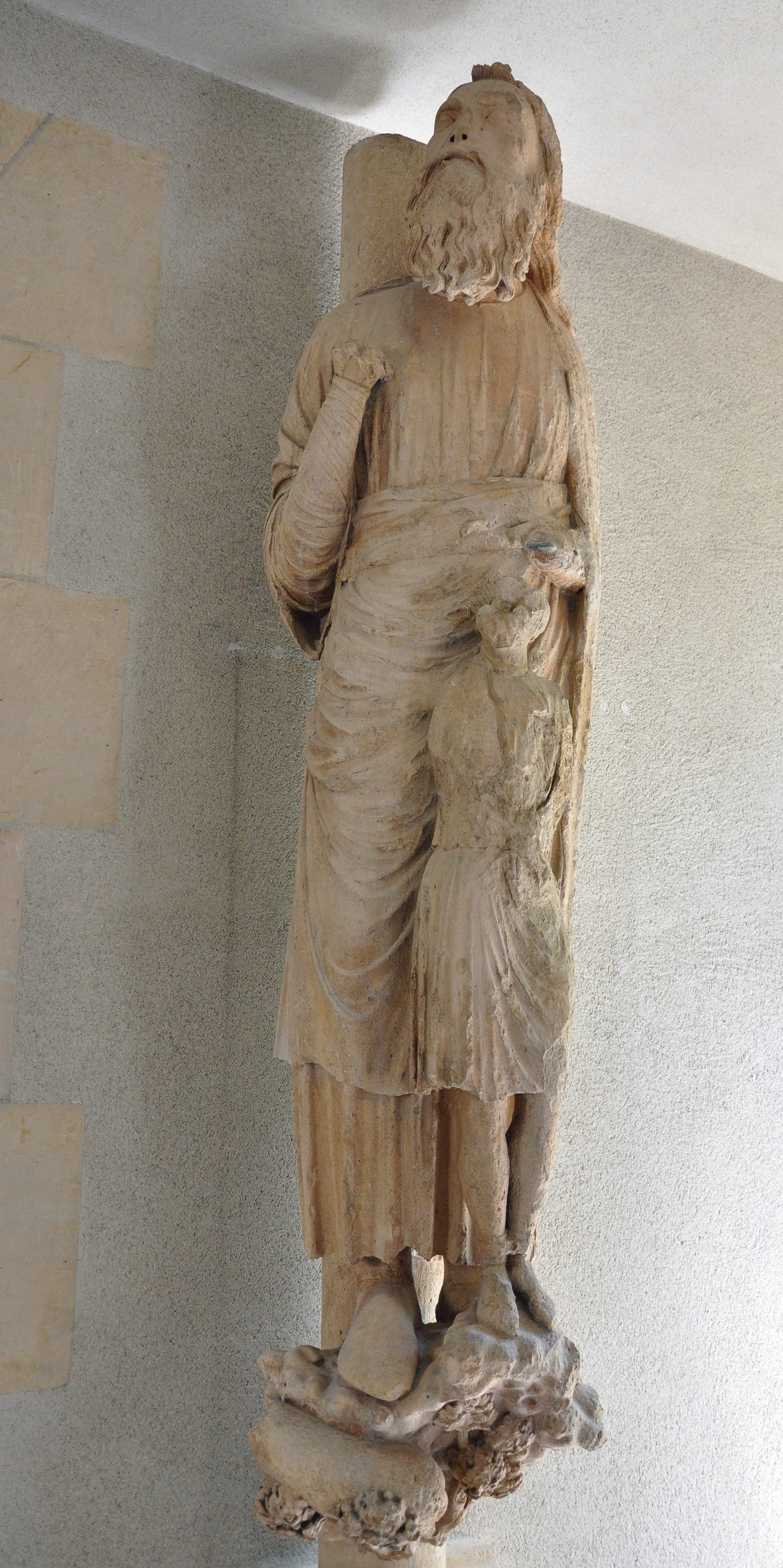
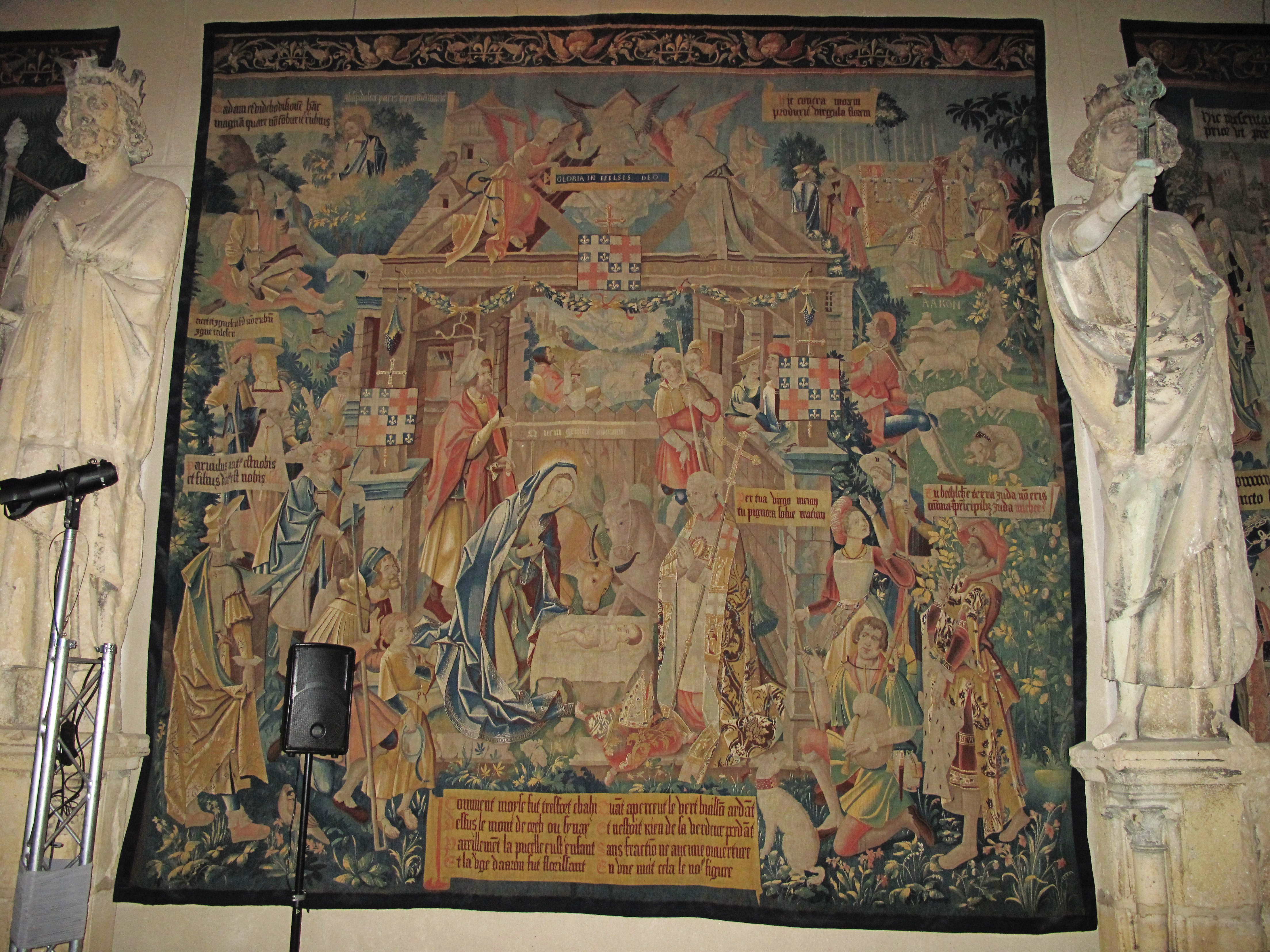

## وصلات خارجية
- الموقع الرسمي للقصر
- موقع التراث العالمي
- سياحة ريمس
- فيديو للقصر مع كاتدرائية نوتر دام، دير القديس ريمي، وكاتدرائية ريمس